# 三木内閣
三木内閣（みきないかく）は、衆議院議員、自由民主党総裁の三木武夫が第66代内閣総理大臣に任命され、1974年（昭和49年）12月9日から1976年（昭和51年）9月15日まで続いた日本の内閣。

## 概要
前の第2次田中角榮内閣第2次改造内閣が、田中金脈問題で総辞職した後、いわゆる椎名裁定で三木が自民党総裁となり組閣したのが三木内閣である。本州四国連絡橋推進のための地元議員が多く入閣し「橋内閣」と言われた。
三木内閣では、政治資金規正法の改正などを行ったため、自民党内の反発を招いた。さらに、1976年（昭和51年）2月にロッキード事件が発覚した際には、事件の徹底解明を約束した。事件の捜査が進み、7月27日に田中角栄が逮捕された。三木内閣は、事件の解明によって政界浄化を図ろうとしたため、人気取りと内閣延命のために検察を使って田中を逮捕したのではないかと疑われ、自民党内部で反主流（田中派、大平派、福田派、船田派、水田派、椎名派）による「三木おろし」といわれる激しい倒閣運動が起こった。
三木首相はこの倒閣運動に対し、衆議院解散を行って対抗しようとする。しかし、解散詔書署名に15人の閣僚が反対したため、閣僚の大量罷免までは躊躇し、解散を断念した。結局、内閣改造と党執行部の入れ替えが行われ、ひとまず両者の対立は鎮静化した。
三木内閣で実現された法律は、政治資金規正法、公職選挙法の改正のみで、独占禁止法改正案も衆議院で可決させたが、参議院で廃案となった。1975年（昭和50年）7月29日の政府・自民党首脳会議で、独占禁止法改正案の再提出は見送られ、核拡散防止条約早期批准、総裁公選制の導入、生涯設計計画なども実現できなかった。
尚、三木内閣時代のトピックスとしては、
1. 昭和天皇・香淳皇后のアメリカ合衆国行幸啓（訪問）：1975年（昭和50年）
2. ベレンコ中尉亡命事件
3. 第1回先進国首脳会議（フランス・ランブイエ）への参加
4. 公共企業体等労働組合協議会によるスト権スト強行

などが挙げられる。

## 内閣の顔ぶれ・人事
所属政党・出身

  自由民主党   民間・中央省庁

### 国務大臣
| 職名                                           | 氏名         | 氏名 | 出身等                         | 特命事項等 | 備考                                                               |
| ---------------------------------------------- | ------------ | ---- | ------------------------------ | ---------- | ------------------------------------------------------------------ |
| 内閣総理大臣                                   | 三木武夫     |      | 衆議院 自由民主党 （三木派）   |            | 自由民主党総裁                                                     |
| 副総理 経済企画庁長官                          | 福田赳夫     |      | 衆議院 自由民主党 （福田派）   |            | 再入閣                                                             |
| 法務大臣                                       | 稲葉修       |      | 衆議院 自由民主党 （中曽根派） |            | 再入閣                                                             |
| 外務大臣                                       | 宮沢喜一     |      | 衆議院 自由民主党 （大平派）   |            | 再入閣                                                             |
| 大蔵大臣                                       | 大平正芳     |      | 衆議院 自由民主党 （大平派）   |            | 再任                                                               |
| 文部大臣                                       | 永井道雄     |      | 民間                           |            | 初入閣                                                             |
| 厚生大臣                                       | 田中正巳     |      | 衆議院 自由民主党 （福田派）   |            | 初入閣                                                             |
| 農林大臣                                       | 安倍晋太郎   |      | 衆議院 自由民主党 （福田派）   |            | 初入閣                                                             |
| 通商産業大臣                                   | 河本敏夫     |      | 衆議院 自由民主党 （三木派）   |            | 再入閣                                                             |
| 運輸大臣                                       | 木村睦男     |      | 参議院 自由民主党 （田中派）   |            | 初入閣                                                             |
| 郵政大臣                                       | 村上勇       |      | 衆議院 自由民主党 （水田派）   |            | 再入閣                                                             |
| 労働大臣                                       | 長谷川峻     |      | 衆議院 自由民主党 （無派閥）   |            | 再入閣                                                             |
| 建設大臣                                       | 仮谷忠男     |      | 衆議院 自由民主党 （田中派）   |            | 初入閣 1976年（昭和51年）1月15日死亡                               |
| 建設大臣                                       | （三木武夫） |      | 衆議院 自由民主党 （三木派）   |            | 臨時代理 1976年（昭和51年）1月15日指定 1976年（昭和51年）1月19日免 |
| 建設大臣                                       | 竹下登       |      | 衆議院 自由民主党 （田中派）   |            | 再入閣 1976年（昭和51年）1月19日任                                 |
| 自治大臣 国家公安委員会委員長 北海道開発庁長官 | 福田一       |      | 衆議院 自由民主党 （船田派）   |            | 再任                                                               |
| 内閣官房長官                                   | 井出一太郎   |      | 衆議院 自由民主党 （三木派）   |            | 再入閣                                                             |
| 総理府総務庁長官 沖縄開発庁長官                | 植木光教     |      | 参議院 自由民主党 （大平派）   |            | 初入閣                                                             |
| 行政管理庁長官                                 | 松沢雄蔵     |      | 衆議院 自由民主党 （椎名派）   |            | 初入閣                                                             |
| 国土庁長官                                     | 金丸信       |      | 衆議院 自由民主党 （田中派）   |            | 再入閣                                                             |
| 防衛庁長官                                     | 坂田道太     |      | 衆議院 自由民主党 （無派閥）   |            | 再入閣                                                             |
| 科学技術庁長官                                 | 佐々木義武   |      | 衆議院 自由民主党 （大平派）   |            | 初入閣                                                             |
| 環境庁長官                                     | 小沢辰男     |      | 衆議院 自由民主党 （田中派）   |            | 横滑り                                                             |

- 福田赳夫は組閣時にいわゆる副総理に指名されており、認証官任命式及び官報掲載辞令での国務大臣としての序列も筆頭となっている。

### 内閣官房副長官・内閣法制局長官・総理府総務副長官
| 職名             | 氏名     | 出身等                       | 備考                                                               |
| ---------------- | -------- | ---------------------------- | ------------------------------------------------------------------ |
| 内閣官房副長官   | 海部俊樹 | 衆議院／自由民主党（三木派） | 政務担当                                                           |
| 内閣官房副長官   | 川島廣守 | 官僚                         | 事務担当、留任 1976年（昭和51年）5月25日免                         |
| 内閣官房副長官   | 梅本純正 | 官僚                         | 事務担当 1976年（昭和51年）5月25日任                               |
| 内閣法制局長官   | 吉國一郎 | 官僚                         | 留任 1976年（昭和51年）5月25日免                                   |
| 内閣法制局長官   | 真田秀夫 | 官僚                         | 1976年（昭和51年）5月25日任                                        |
| 総理府総務副長官 | 松本十郎 | 衆議院／自由民主党（福田派） | 政務担当 1974（昭和49年）年12月12日任 1975年（昭和50年）12月26日免 |
| 総理府総務副長官 | 森喜朗   | 衆議院／自由民主党（福田派） | 政務担当 1975年（昭和50年）12月26日任                              |
| 総理府総務副長官 | 皆川迪夫 | 官僚                         | 事務担当                                                           |

## 政務次官
- 法務政務次官

松永光 /中山利生:1975年（昭和50年）12月26日 -
- 外務政務次官

羽田野忠文 /塩崎潤:1975年（昭和50年）12月26日 -
- 大蔵政務次官

森美秀: - 1974年（昭和49年）12月12日 /唐沢俊二郎:1975年（昭和50年）12月26日 -
梶木又三: - 1974年（昭和49年）12月12日 /細川護熙:1975年（昭和50年）12月26日 -
- 文部政務次官

山崎平八郎 /笠岡喬:1975年（昭和50年）12月26日 -
- 厚生政務次官

山下徳夫 /川野辺静:1975年（昭和50年）12月26日 -
- 農林政務次官

江藤隆美 /浜田幸一:1975年（昭和50年）12月26日 -
柴立芳文: - 1975年（昭和50年）8月5日 /河本嘉久蔵:1975年（昭和50年）8月22日 - /林迶:1975年（昭和50年）12月26日 -
- 通商産業政務次官

渡部恒三・嶋崎均 /綿貫民輔・黒住忠行:1975年（昭和50年）12月26日 -
- 運輸政務次官

小此木彦三郎 /佐藤守良:1975年（昭和50年）12月26日 -
- 郵政政務次官

稲村利幸 /羽田孜:1975年（昭和50年）12月26日 -
- 労働政務次官

中山正暉 /石井一:1975年（昭和50年）12月26日 -
- 建設政務次官

中村弘海 /村田敬次郎:1975年（昭和50年）12月26日 -
- 自治政務次官

左藤恵 /奥田敬和:1975年（昭和50年）12月26日 -
- 行政管理政務次官

阿部喜元 /近藤鉄雄:1975年（昭和50年）12月26日 -
- 北海道開発政務次官

志村愛子 /寺下岩蔵:1975年（昭和50年）12月26日 -
- 防衛政務次官

棚辺四郎 /加藤陽三:1975年（昭和50年）12月26日 -
- 経済企画政務次官

安田貴六 /林義郎:1975年（昭和50年）12月26日 -
- 科学技術政務次官

片山正英 /小沢一郎:1975年（昭和50年）12月26日 -
- 環境政務次官

橋本繁蔵 /越智伊平:1975年（昭和50年）12月26日 -
- 沖縄開発政務次官

國場幸昌 /松岡克由（立川談志）:1975年（昭和50年）12月26日 - 1976年（昭和51年）1月30日 /中村禎二:1976年（昭和51年）1月30日 -
- 国土政務次官

斉藤滋与史 /野中英二:1975年（昭和50年）12月26日 -